# Concerto pour piano no 1 de Tailleferre
Pour les articles homonymes, voir Concerto pour piano no 1.
Le Concerto pour piano no 1 est une œuvre concertante pour piano et orchestre de la compositrice française Germaine Tailleferre, écrit en 1923.

## Contexte et création
Germaine Tailleferre compose son premier concerto pour piano en 1923. L'œuvre est créée aux concerts de Serge Koussevitzky le 5 juin 1925 par la compositrice elle-même au piano.

## Structure
L'œuvre comprend trois mouvements : 
1. Allegro Moderato
2. Adagio
3. Allegro

## Réception et reprise
L'œuvre est redonnée le 6 novembre 1925 sous la direction de Rhené-Baton et par le pianiste Léon Kartun. Le concerto est déjà joué à l'étranger dès l'année de sa création, notamment au Queen's Hall, par Alfred Cortot au piano et sous la direction d'Henry Wood. Il est aussi joué, dans la même ville, par un orchestre féminin, toujours avec Alfred Cortot au piano. Elle est rejouée en 1929, cette fois avec Edith Postel-Vinay au piano et sous la direction de Robert Siohan.